# 蔡戡
蔡戡（？—？），字定夫，常州武进县人，蔡襄四世孙。
早年以蔭補溧陽尉。乾道二年（1166年）進士。乾道七年（1171年），召试馆职，授秘书省正字。乾道八年，知江阴军。庆元二年（1196年）知隆兴府。嘉泰元年（1201年），知静江府兼广西经略安抚使。因不滿韩侂胄掌权，遂辭官。有《静江府图志》十二卷、《定斋集》四十卷，久佚。